# Mohammed ben Arafa
Pour les articles homonymes, voir Arafa.
« Ben » signifiant « fils de », comme « ibn », voir aussi la page d'homonymie Ibn Arafa.
Sidi Mohammed ben Arafa, né le 18 mars 1886 à Fès et mort le 17 juillet 1976 à Nice, est un sultan que la France plaça brièvement sur le trône de l'Empire chérifien après en avoir chassé le 21 août 1953 le sultan Sidi Mohammed ben Youssef (futur roi Mohammed V). Il y reste jusqu'à sa date d'abdication le 1er octobre 1955, avant le retour triomphal, revenu de son lieu d'exil (Madagascar) de Ben Youssef le 16 novembre 1955, qui est considéré par les autorités marocaines comme date de l'indépendance, théoriquement reconnue par la France le 2 mars 1956. 
Ce sultan éphémère est « connu au Maroc sous le simple nom de Mohammed ben Arafa, comme s'il était issu d'une famille […] ordinaire [de Fès], où les patronymes « Ben » sont légion, [alors qu'il] est de fait l'héritier d’une lignée on ne peut plus chérifienne et royale ». Par ailleurs, des historiens tels Charles-André Julien ou Michel Abitbol, bien qu'il porte le nom du prophète musulman, ont fait le choix de l'appeler Moulay [Mohammed] ben Arafa (plutôt que, de façon traditionnelle, Sidi Mohammed ben Arafa, comme Joseph Luccioni et Roger Gruner).

## Biographie

### Naissance et filiation
Mohammed ben Arafa est issu, du côté de son père, d'une lignée chérifienne et royale alaouite, d'où le fait qu'il s'appelle Sidi Mohammed ben Arafa et non juste Mohammed ben Arafa. Il est en effet le fils de Moulay Arafa, lui-même fils du sultan Sidi Mohammed ben Abderrahmane (dit ultérieurement « Mohammed IV ») ; et donc le neveu du sultan Moulay Hassan ben Mohammed (dit ultérieurement « Hassan Ier ») et le cousin des sultans Moulay Abd el-Aziz, Moulay Abd el-Hafid et Moulay Youssef, qui sont les fils de ce dernier et se sont succédé sur le trône.
Né le 18 mars 1886 à Fès, qui était alors la capitale des Alaouites, il est aussi, du côté de sa mère Lalla Noufissa el-Glaoui, d'ascendance Glaoua. Cette dernière est la cousine de Madani el-Glaoui, le frère de Thami el-Glaoui.

### Vie familiale
Sidi Mohammed ben Arafa est l'époux de Lalla Hania Bent Muley Ismail Ben Sultan Mohamed Ben Abderahman.

### De l'accession au trône à la chute
Sidi Mohammed ben Arafa fut placé le 21 août 1953, sur le trône de l'Empire chérifien — dont fut destitué son petit-cousin le sultan Sidi Mohammed ben Youssef (futur roi Mohammed V) — par les autorités françaises, qui assuraient un protectorat dans l'Empire depuis le traité de Fès de 1912. Le général Augustin Guillaume, résident général au Maroc depuis 1951, en conflit ouvert avec Ben Youssef, qui soutenait les revendications indépendantistes, mena campagne avec les colons français et certaines autorités marocaines — notamment Thami el-Glaoui, pacha de Marrakech — en vue de le renverser. Le sultan, intronisé depuis 1927, fut finalement arrêté et envoyé en exil par avion, tandis que les oulémas de Fès, malgré son refus d'abdication, reconnurent Ben Arafa à sa place.
Son court règne fut marqué par l'accroissement des violences et la radicalisation des nationalistes, qui refusèrent de le reconnaître pendant l'éloignement forcé de Ben Youssef en Corse puis à Madagascar. Il échappa le 11 septembre 1953 à une tentative d'assassinat de la part d'Allal ben Abdallah. Son pouvoir, limité par l'autorité du résident général (le général Guillaume puis, à partir de 1954, Francis Lacoste) et l'influence du pacha de Marrakech, fut aussi affecté par la radicalisation des colons dont les ultras fondèrent « Présence française ».
Son manque de légitimité et de popularité auprès de la population marocaine, l'aggravation des violences en liaison avec celles en Tunisie et avec la guerre d'Algérie, conduisirent les autorités françaises à envisager sa destitution et le retour de Ben Youssef deux ans plus tard. Gilbert Grandval, qui venait d'être nommé résident général, décida de rencontrer le grand vizir Mohammed el-Mokri. Ce dernier s'envola pour la France, où il rencontra Grandval à Vichy et lui fit comprendre que Ben Arafa était prêt à partir face à l'agitation populaire qui s'étendait à travers le pays. La question du trône fut posée, et les discussions permirent d'envisager le retour de Ben Youssef au pouvoir. Le 1er octobre 1955, Ben Arafa abdiqua.
Le retour triomphal de Ben Youssef au Maroc, le 16 novembre 1955, après les accords de La Celle-Saint-Cloud, marqua à la fois la fin du court règne de Ben Arafa et le retour à la pleine souveraineté, officialisé le 2 mars 1956 par la fin du protectorat français, mais aussi espagnol (sur des zones d'influence encadrant celle de la France, et ce, depuis également 1912).

### Exil et décès
Après avoir abdiqué début octobre 1955, Ben Arafa se rendit à Tanger, dont le statut à l'époque était celui d'une ville internationale ; lorsque celle-ci réintégra le Maroc, il partit à Nice, où il fut somptueusement logé par les autorités françaises. Il devint de plus en plus solitaire, surtout après la mort de sa femme, et ne parla jamais, que l'on sache, de ce qui l'avait amené à collaborer à la destitution de son petit-cousin Ben Youssef. Tenu pour un traître, son retour au Maroc lui fut interdit. Vers la fin des années 1960, il s'installa à Beyrouth mais, après un vol où des bandits lui soutirèrent son ancien sceau royal, il rentra à Nice, où il mourut le 17 juillet 1976.

### Vidéographie
- « Le nouveau sultan du Maroc », sur INA, Les Actualités françaises, 27 août 1953 (consulté le 7 octobre 2015) Au générique : le sultan Ben Arafa, le général Guillaume, résident général de la France au Maroc, et le pacha de Marrakech Thami el-Glaoui.
- « Les fêtes de l’Aïd el-Kébir », sur INA, 1er janvier 1954 (consulté le 7 octobre 2015) Au générique : Ben Arafa, le nouveau résident général Francis Lacoste et Thami el-Glaoui.
- « Autour de l'affaire de Tétouan », sur INA, Les Actualités françaises, 28 janvier 1954 (consulté le 7 octobre 2015) Au générique : le général Valino, haut-commissaire de l'Espagne au Maroc, et le khalifa Moulay el-Hassan (représentant du sultan dans la zone nord d'influence espagnole.)